# Hylaeus stubbei
Hylaeus stubbei är en biart som beskrevs av Dathe 1986. Hylaeus stubbei ingår i släktet citronbin, och familjen korttungebin. Inga underarter finns listade i Catalogue of Life.